# Kostel svatého Bartoloměje (Žabokliky)
Kostel svatého Bartoloměje je římskokatolický farní kostel zasvěcený svatému Bartoloměji v Žaboklikách v okrese Louny. Od roku 1964 je chráněn jako kulturní památka.

## Historie

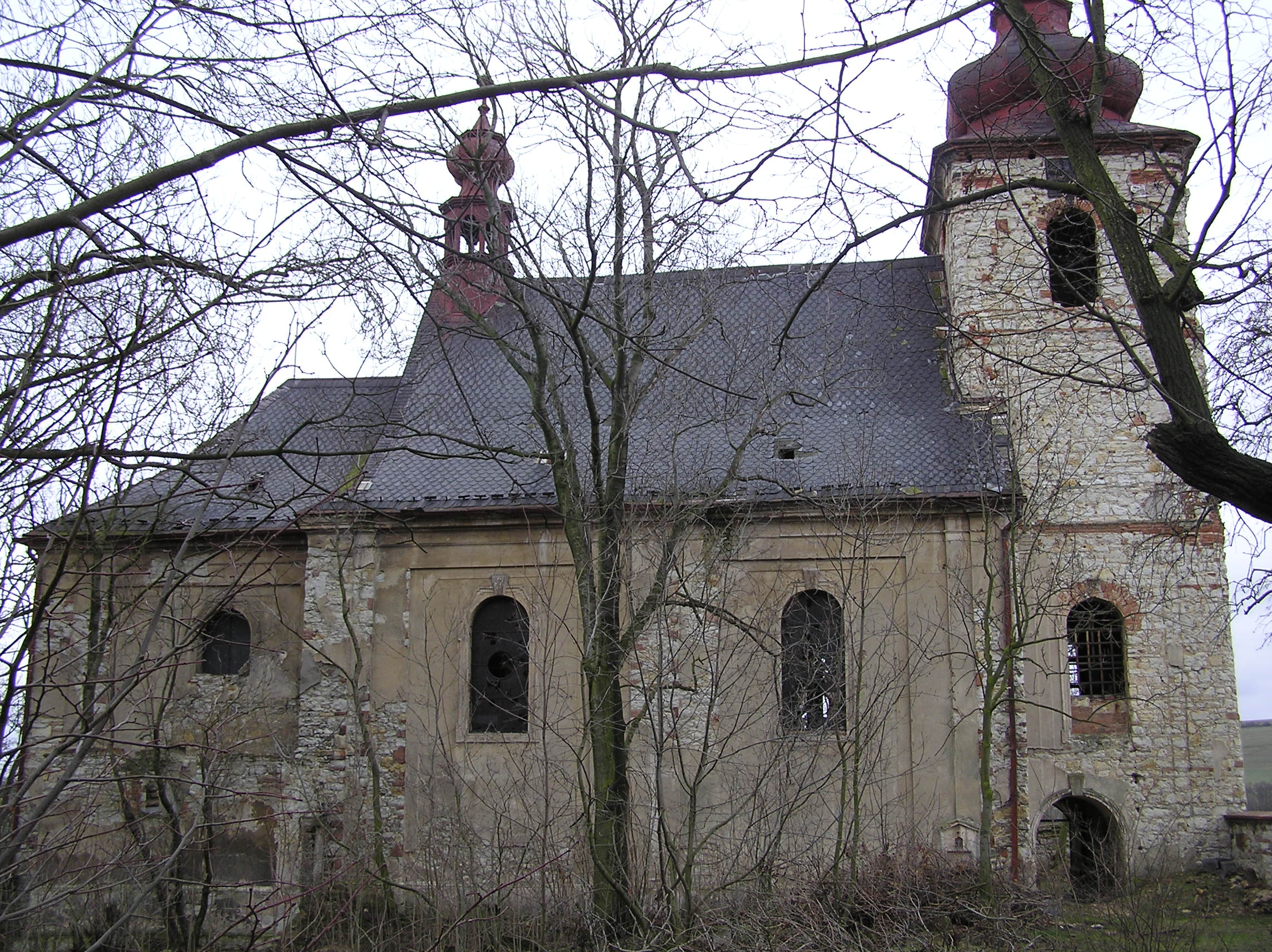
Kostel z boku v r. 2007

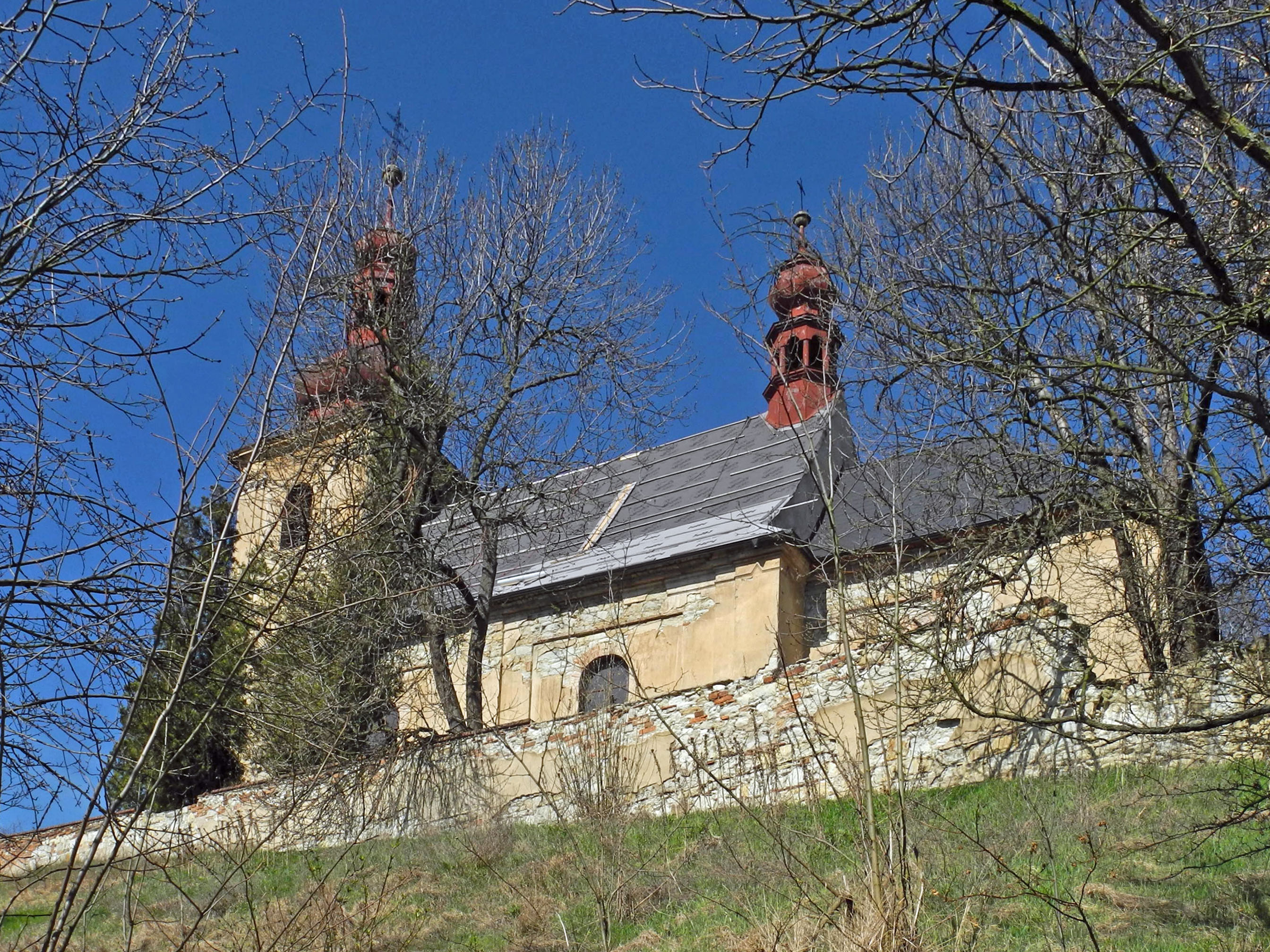
Bok kostela v r. 2018 při opravě střechy

Kostel byl postaven v barokním slohu v první čtvrtině osmnáctého století. V letech 1892–1893 byl vyzdoben novobarokními dekoracemi. Ve druhé polovině dvacátého století kostel nebyl udržován, a chátral. V roce 1986 se objevil na seznamu kostelů, které měly být vyňaty z památkové ochrany, a následně zdemolovány. Přestože k tomu nedošlo, zanikly v důsledku zanedbané péče fasády a došlo ke statickému narušení zdiva. Od roku 2013 patří kostel obci Nové Sedlo, která zahájila jeho rekonstrukci s cílem vybudovat zde kulturní centrum.
Duchovní správci kostela jsou uvedeni na stránce: Římskokatolická farnost Žabokliky.

## Stavební podoba
Jednolodní kostel má obdélný půdorys a pravoúhle uzavřený presbytář s křížovou klenbou. V západním průčelí stojí hranolová věž s přízemním průchodem. Věž je kryta osmibokou bání s lucernou. Po stranách presbytáře stojí přístavky sakristie a hrobky.

## Vybavení
Kostel je bez zařízení. Původně zde býval barokní hlavní oltář z roku 1725 se sochami svatých a boční oltáře zasvěcené Panně Marii, svatému Janu Nepomuckému a Panně Marii Bolestné. K vybavení dále patřily kazatelna a kamenná křtitelnice (obě z doby okolo roku 1730), dvoudílné varhany ze druhé čtvrtiny osmnáctého století a zpovědnice.

## Okolí kostela
V areálu kostela stojí také barokní jednopatrová fara z první poloviny osmnáctého století se vstupní síní zaklenutou lunetovou klenbou.